# Rostraria cristata
Rostraria cristata é uma espécie de planta com flor pertencente à família Poaceae. 
A autoridade científica da espécie é (L.) Tzvelev, tendo sido publicada em Novosti Sistematiki Vysshchikh Rastenii 7: 47. 1970 (1971).
Os seus nomes comuns são erva-do-penacho ou rabo-de-cão.

## Portugal
Trata-se de uma espécie presente no território português, nomeadamente em Portugal Continental, no Arquipélago dos Açores e no Arquipélago da Madeira.
Em termos de naturalidade é nativa de Portugal Continental e no Arquipélago da Madeira e introduzida no Arquipélago dos Açores.

## Protecção
Não se encontra protegida por legislação portuguesa ou da Comunidade Europeia.